# EF Education-TIBCO-SVB
El EF Education-TIBCO-SVB (código UCI: TIB) fue un equipo ciclista femenino de los Estados Unidos que se creó en 2007 y desapareció en 2023 debido a la pérdida de patrocinio y a las nuevas exigencias económicas de la UCI.

## Material ciclista
El equipo utiliza bicicletas Fuji y componentes Shimano.

## Clasificaciones UCI
Las clasificaciones del equipo y de su ciclista más destacado son las siguientes:
| Temporada | Clasificación por equipos | Mejor corredor  | Posición |
| 2016      | 19.º                      | Lauren Stephens | 69.ª     |
| 2017      | 14.º                      | Lauren Stephens | 23.ª     |

## Palmarés
Para años anteriores véase: Palmarés del EF Education-TIBCO-SVB.

### Palmarés 2023

#### UCI WorldTour Femenino
| Fechas     | Carreras      | Ganadora       |
| 8 de abril | París-Roubaix | Alison Jackson |

#### UCI ProSeries
| Fechas | Carreras | Ganadora |

#### Calendario UCI Femenino
| Fechas     | Carreras                              | Ganadora        |
| 19 de mayo | 2.ª etapa de la Joe Martin Stage Race | Lauren Stephens |
| 21 de mayo | Joe Martin Stage Race                 | Lauren Stephens |

#### Campeonatos nacionales
| Fechas        | Carreras                                       | Ganadora         |
| 10 de febrero | Campeonato de Nueva Zelanda Contrarreloj (CRI) | Georgia Williams |
| 25 de junio   | Campeonato de Canadá en Ruta                   | Alison Jackson   |

#### Juegos Panamericanos
| Fechas        | Carreras                     | Ganadora        |
| 29 de octubre | Juegos Panamericanos en Ruta | Lauren Stephens |

## Plantillas
Para años anteriores, véase Plantillas del EF Education-TIBCO-SVB

### Plantilla 2023
| Integrantes del equipo 2023              | Integrantes del equipo 2023 | Integrantes del equipo 2023          | Integrantes del equipo 2023 |
| Corredor                                 | Fecha de nacimiento         | Equipo previo                        |                             |
| ---------------------------------------- | --------------------------- | ------------------------------------ | --------------------------- |
| Elizabeth Banks                          | 7 de noviembre de 1990      | Ceratizit-WNT Pro Cycling (2021)     |                             |
| Letizia Borghesi                         | 16 de octubre de 1998       | Aromitalia-Basso Bikes-Vaiano (2021) |                             |
| Zoe Bäckstedt (1 de ene–31 de ago, Nota) | 24 de septiembre de 2004    | Tormans CX Team (2022)               |                             |
| Kristabel Doebel-Hickok                  | 28 de abril de 1989         | Rally Cycling (2021)                 |                             |
| Veronica Ewers                           | 1 de septiembre de 1994     | Fount Cycling Guild (2021)           |                             |
| Kathrin Hammes                           | 9 de enero de 1989          | Ceratizit-WNT Pro Cycling (2021)     |                             |
| Clara Honsinger                          | 5 de junio de 1997          |                                      |                             |
| Alison Jackson                           | 14 de diciembre de 1988     | Liv Racing Xstra (2022)              |                             |
| Emma Langley                             | 23 de noviembre de 1995     | Team Illuminate (2020)               |                             |
| Sara Poidevin                            | 7 de mayo de 1996           | Rally Cycling (2021)                 |                             |
| Omer Shapira                             | 9 de septiembre de 1994     | Canyon-SRAM Racing (2021)            |                             |
| Lauren Stephens                          | 28 de diciembre de 1986     | Cylance (2018)                       |                             |
| Abi Smith                                | 1 de abril de 2002          |                                      |                             |
| Magdeleine Vallieres                     | 10 de agosto de 2001        | Centro Mundial de Ciclismo (2021)    |                             |
| Georgia Williams                         | 25 de agosto de 1993        | Team BikeExchange-Jayco (2022)       |                             |
| Femke Beuling (20 de abr–31 de dic)      | 20 de diciembre de 1999     | Team Drenthe (2023)                  |                             |
|                                          |                             |                                      |                             |
| Fuente: ProCyclingStats                  |                             |                                      |                             |

Nota: Zoe Bäckstedt, cambio de equipo